# William Franklyn-Miller
William Franklyn-Miller (* 25. März 2004 in Devon, Vereinigtes Königreich) ist ein britisches Model und Schauspieler.

## Leben
Franklyn-Miller wurde 2011 in London von einer Model-Agentur entdeckt. In London modelte er erstmals für Hackett London. 2013 zog Franklyn-Miller mit seinen Eltern sowie seinem jüngeren Bruder und seiner Schwester in das australische Melbourne. Er modelte dort weiter für verschiedene Modefirmen und Einzelhandelsketten. 2016 spielte er die jüngere Version des Titelhelden in der australischen Fernsehserie Jack Irish.
International bekannt wurde Franklyn-Miller im Jahr 2016, nachdem ein japanisches Schulmädchen eines seiner Bilder gepostet hatte und dieses hunderttausendfach in sozialen Netzwerken geteilt wurde. Im Jahr 2018 zog seine Familie in das irische Dublin.
2017 wirkte er in zwei Folgen der Fernsehserie Arrow und in einer Folge der Serie Nachbarn mit.